# Горноводенски манастир
Горноводенският манастир „Св. св. Кирик и Юлита“ е български православен девически манастир в Асеновградската духовна околия на Пловдивската епархия на Българската православна църква.

## Местоположение
Разположен е в западнородопския рид Чернатица, на около 2 км югозападно от Асеновград и на километър южно от кв. Горни Воден на Асеновград. Няма точна датировка на въздигането на манастира.

## История
На мястото на днешния манастир има два по-ранни манастира, които през 1810 година са опожарени и разрушени от кърджалии.
Възстановяването на сегашния манастир започва през 1816 година и продължава до 1835 година. Църквата е осветена на 15 октомври 1850 година. Манастирът е в гръцки ръце и става част от Българската църква чак през 1930 година. Сериозни щети понасят сградите по време на пожар през 1924 година и земетресение през 1928 година. През 1920-те и 1930-те години в „Св. св. Кирик и Юлита“ се помещава руско богословско училище, начело с игумена на манастира епископ Дамян Царицински. През 1943 – 1944 година. манастирът служи за концентрационен лагер, носещ името „Свети Кирик“.
След 9 септември 1944 година комунистическата власт превръща манастира в дом за душевноболни. През 1981 година Съюзът на архитектите в България получава разрешение да реставрира манастира и да го адаптира за светски нужди. Следващата година екип от архитекти и инженери, оглавяван от арх. Любомир Шинков, разработва проект за реставрация и трансформиране на манастира за нуждите на Международната архитектурна академия. Реконструкцията, проведена под техническото ръководство на Христо Радев, започва през 1983 година и приключва през 1987 година. На 25 септември 1985 година той е откриг официално от председателя на Съюза на архитектите в България, арх. Георги Стоилов. В началото се използва като почивна и творческа база на съюза.
До 2010 година функционира като тризвезден хотел, който е отворен за посетители.
След дългогодишни съдебни дела в Окръжния съд в Пловдив между Пловдивската митрополия и Съюза на архитектите в България, съдът връща на 4 ноември 2010 година манастира на Българската православна църква като законен собственик. Браншовата организация е принудена да се изнесе и да плати на митрополията 10 000 лева разходи. Според решението на магистратите Църквата не е отстъпвала собствеността си и архитектите са строили върху чужд имот, следователно построеното от тях принадлежи на Църквата.

## Съборна църква
Горноводенският манстир представлява комплекс от църква и масивни двуетажни жилищни постройки около нея. Манастирската църква „Св. Петка“ е голяма трикорабна, еднокуполна псевдобазилика с притвор. По-голямата част от стенописите са дело на големия български художник Алекси Атанасов. Запазен е целият иконостас, включително и икони, рисувани от известния майстор Захари Зограф.

## Аязмото
Манастирският кладенец се намира точно зад апсидата на съборната църква. На около 500 м североизточно от манастира се намира аязмо, до което е изграден параклис, посветен на Св. Кирик и Св. Юлита, в него също са запазени някои фрагменти и фрески.